# Duitse wesp
De Duitse wesp (Vespula germanica) is een vliesvleugelig insect uit de onderfamilie van de papierwespen (Vespinae). De soort wordt ook wel tot het geslacht Paravespula gerekend maar dit is omstreden.
Van de vele honderden vliesvleugeligen die in België en Nederland voorkomen is dit naast de gewone wesp een van de bekendste soorten. De Duitse wesp behoort tot de papierwespen en heeft net als veel andere soorten die tot deze groep behoren een overwegend zwarte kleur met gele vlekken en strepen. Het is daarnaast een insect dat in kolonies leeft, en nesten bouwt van houtvezels zodat het nest een papierachtige textuur heeft. Net als andere papierwespen kan de Duitse wesp pijnlijk steken doordat de vrouwtjes, die het talrijkst zijn en het gehele jaar voorkomen, een angel bezitten.
De wesp komt algemeen voor in België en Nederland maar is minder talrijk dan de sterk gelijkende gewone wesp (Vespula vulgaris). De Duitse wesp leeft hoofdzakelijk van andere insecten en speelt het grootste deel van het jaar een zeer nuttige rol door plantenetende insecten op te ruimen. In de herfst echter zoekt de Duitse wesp net als de gewone wesp naar zoetigheden en wordt gezien als plaaginsect door bezoekers van terrassen. De Duitse wesp verdedigt het nest fel waardoor het opruimen beter aan een professioneel verdelgingsbedrijf overgelaten kan worden.

## Taxonomie en naamgeving
De Duitse wesp werd in 1793 beschreven als Vespa germanica door Johann Christian Fabricius. De geslachtsnaam Vespa is Latijn voor 'wesp' en de soortaanduiding germanica betekent 'germaans'. De soort werd ook wel ingedeeld onder het geslacht Paravespula, tegenwoordig echter heeft dit taxon de status van ondergeslacht. Volgens deze indeling wordt de naam van de Duitse wesp geschreven als Vespula (Paravespula) germanica.
De Duitse wesp behoort tot de orde vliesvleugeligen of Hymenoptera, een enorme groep van insecten die meestal een wesp-achtig uiterlijk hebben. Binnen de vliesvleugeligen wordt de wesp ingedeeld in de familie plooivleugelwespen (Vespidae) en de onderfamilie papierwespen (Vespinae). De soorten uit het geslacht waartoe de wesp behoort, Vespula, worden de kortkopwespen genoemd.

## Verspreiding

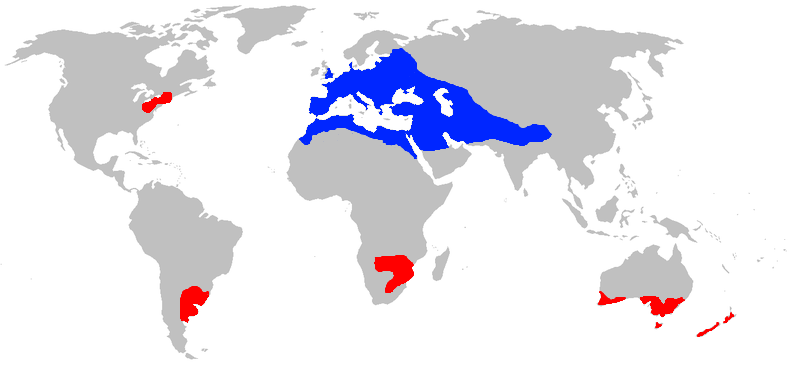
Verspreiding van de Duitse wesp, met het originele verspreidingsgebied in het blauw en de gebieden waar de soort als exoot voorkomt in het rood

De Duitse wesp is een palearctische soort die van origine voorkomt in vrijwel geheel Europa, noordelijk Afrika en delen van Azië. De wesp is in veel landen een algemene soort die erg talrijk kan voorkomen.
De Duitse wesp is op verschillende werelddelen opgedoken als exoot zoals uiterst zuidelijk Afrika, een deel van de oostelijke kuststrook van de Verenigde Staten en een gebied in het zuidoosten van Zuid-Amerika. In een aantal van deze gebieden wordt de wesp wel gezien als invasieve soort omdat de wesp grote hoeveelheden nectar en insecten eet en zo een drukkend effect heeft op de lokale flora en fauna. In Australië werd de wesp in 1959 aangetroffen in Tasmanië, in 1977 werd de soort op het vasteland van Australië waargenomen rond de stad Melbourne en tegenwoordig heeft de wesp zich verspreid over grote delen van zuidelijk Australië.
Ook in Nieuw-Zeeland is de wesp opgedoken, de soort werd voor het eerst waargenomen in 1945 toen enkele nesten werden ontdekt. De wesp heeft zich waarschijnlijk weten te vestigen doordat enkele koninginnen in winterrust per ongeluk werd ingevoerd in een lading vliegtuigonderdelen. Tegenwoordig is de wesp in grote delen van Noordereiland te vinden.

## Kenmerken

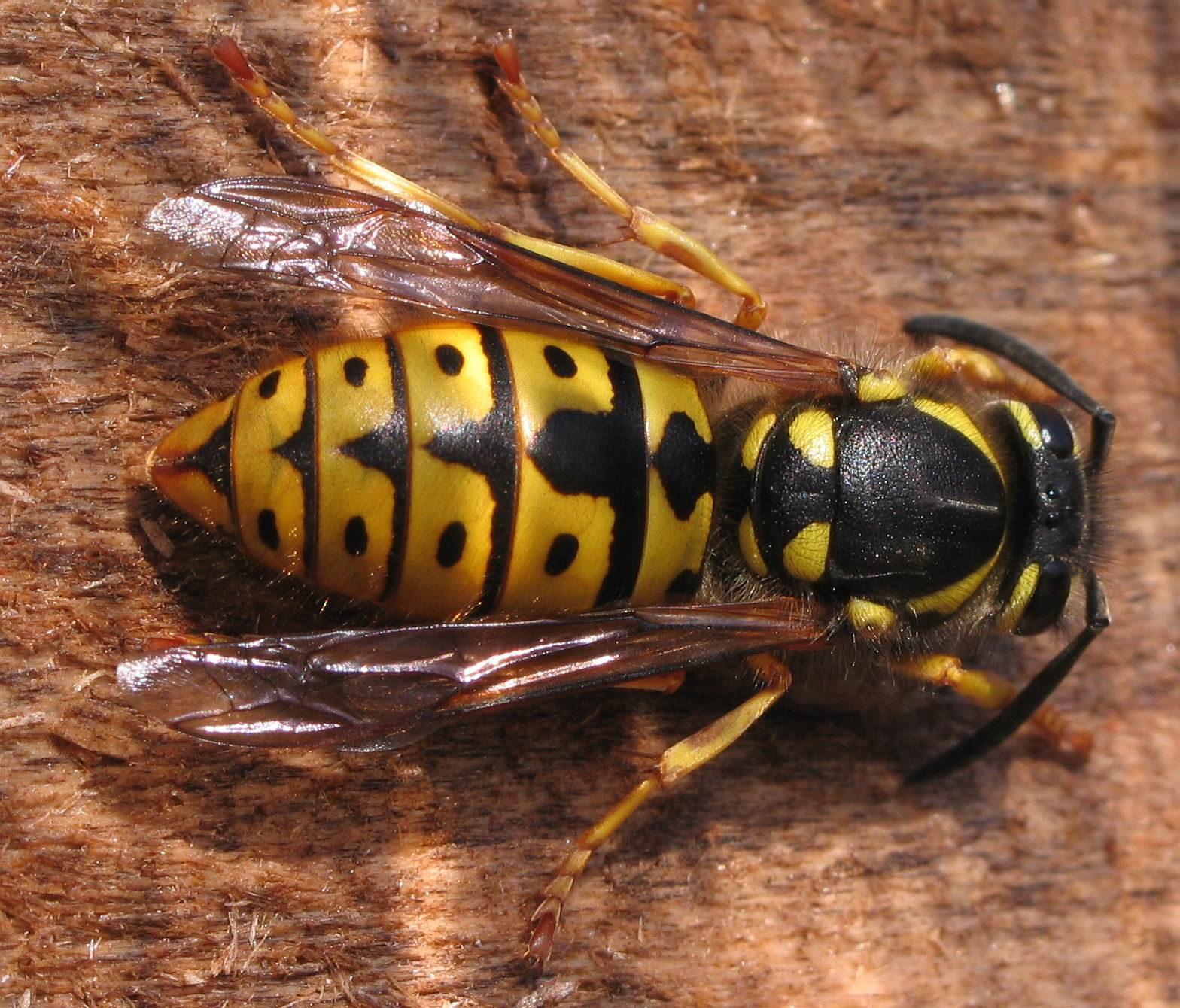
Tekening waarbij de zwarte stippen boven de zwarte banden zijn gelegen

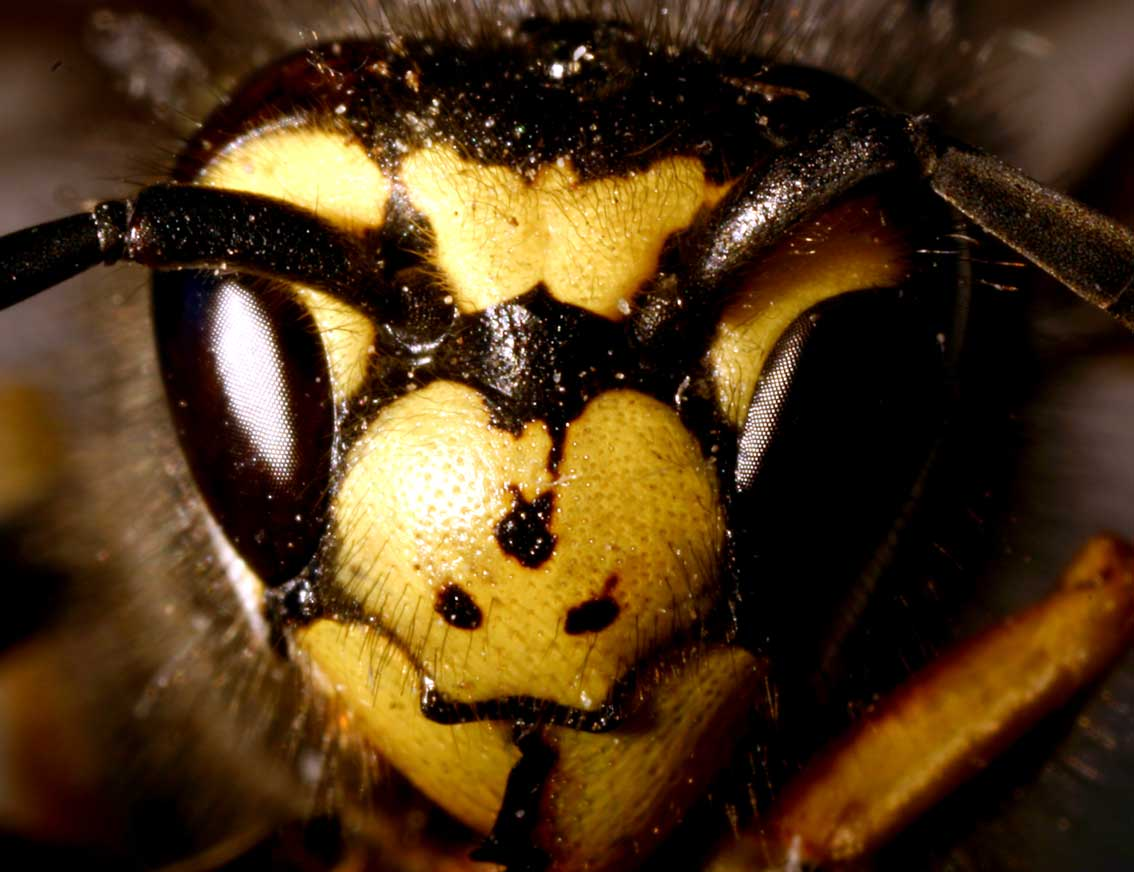
Detail van de kop met drie zwarte stippen

De werksters van de Duitse wesp hebben een lichaamslengte van 12 tot 15 millimeter, de koningin wordt groter tot 20 mm. De Duitse wesp heeft gele en zwarte kleuren, met name aan de kleuren van de kop is de soort te onderscheiden van gelijkende wespen. Wespen hebben net als alle insecten een driedelig lichaam, naast de kop is er een borststuk of thorax en een achterlijf of abdomen. Bij de vliesvleugeligen echter is deze indeling niet te zien omdat het eerste deel van het achterlijf is gefuseerd met het borststuk, dit deel wordt het propodeum genoemd. De rest van het achterlijf is duidelijk afgesnoerd en wordt gaster genoemd.
Wat opvalt aan de kop zijn de grof gebouwde antennes, die relatief dik zijn en zwart van kleur, de antennes eindigen duidelijk verdikt. De antenne heeft net als alle vliesvleugeligen een gewricht-achtige knik na het eerste segment, hierna volgen alle andere segmenten. De ogen zijn kenmerkend, ze zijn langwerpig-ovaal van vorm en bedekken een groot deel van de voorzijde van de kop maar hebben een soort inkeping in het midden aan de binnenzijde; hier is een uitsteeksel van het kopschild aanwezig dat correspondeert met de antenne-basis. De ogen worden ook wel samengestelde ogen genoemd en bestaan uit vele kleine, individuele oogjes die de ommatidiën worden genoemd.
Aan de bovenzijde van de kop zijn net als bij de meeste vliesvleugeligen drie kleine enkelvoudige oogjes aanwezig die de ocelli worden genoemd. De ocelli zijn minder goed ontwikkeld dan de samengestelde ogen, ze kunnen geen beelden vormen en dienen om grove lichtverschuivingen waar te nemen. Aan de voorzijde van de kop is de clypeus aanwezig, dit is het 'gezicht' van de wesp. De clypeus is bij wespen groter dan veel andere insecten, bij de Duitse wesp is de clypeus altijd geel van kleur en heeft meestal drie zwarte vlekken. De kop is voorzien van opvallende beharing, er is geen sprake van een dichte beharing maar de haren zijn wel lang en hebben een zintuiglijke functie.
De poten zijn geel, de uiteinden zijn donkerder tot oranje van kleur. De drie paar poten van de Duitse wesp bestaan net als alle insecten uit vier delen; een heup of coxa, een dij of femur en een scheen of tibia. Het laatste deel wordt de voet of tarsus genoemd en bestaat uit vijf segmenten. Het laatste segment bevat de klauwtjes, kleine haakjes waarmee de wesp zich vasthaakt aan het substraat.

### Onderscheid met andere soorten
De Duitse wesp wordt makkelijk verward met de gewone wesp (Vespula vulgaris), die ongeveer dezelfde kleuren heeft. Het verschil zit met name in de kop; de gewone wesp heeft aan de voorzijde van de kop een verticale streep die aan de onderzijde is verbreed waardoor het geheel een ankerachtige vorm krijgt. De Duitse wesp heeft meestal drie stippen aan de voorzijde van de kop, die soms echter ontbreken. Een ander verschil zijn de zwarte stippen op het achterlijf van de Duitse wesp, die dicht tegen de zwarte banden van het achterlijf kunnen liggen maar duidelijk zijn afgesnoerd of geheel geïsoleerd liggen. Bij de gewone wesp zijn de zwarte stippen altijd gefuseerd met de zwarte dwarsbanden, omdat de zwarte banden net als de Duitse wesp een naar achteren wijzende punt hebben doen de banden bij de gewone wesp denken aan een kroontje.
Van de Europese hoornaar (Vespa cabro) is de Duitse wesp te onderscheiden aan de gele kleur en het kleinere lichaam. De hoornaar heeft een duidelijk oranjebruine lichaamskleur en wordt groter tot 35 millimeter. De Franse veldwespen (Polistes dominulus en Polistes gallicus) hebben een meer zwart gekleurd lichaam doordat de gele strepen duidelijk smaller zijn. Ook is de kop langer dan die van de Duitse wesp, dit is ook het geval bij de Saksische wesp (Dolichovespula saxonica), die ook iets kleiner blijft maar verder moeilijk te onderscheiden is.

## Levenswijze
De Duitse wesp is een kolonievormend insect, net als veel andere wespen en de meeste bijen, hommels en mieren. Het voedsel bestaat grotendeels uit insecten, later in het jaar worden suikerrijke goedjes gegeten om energie op te doen. De Duitse wesp heeft verschillende vijanden, waaronder een aantal parasieten.

### Voortplanting

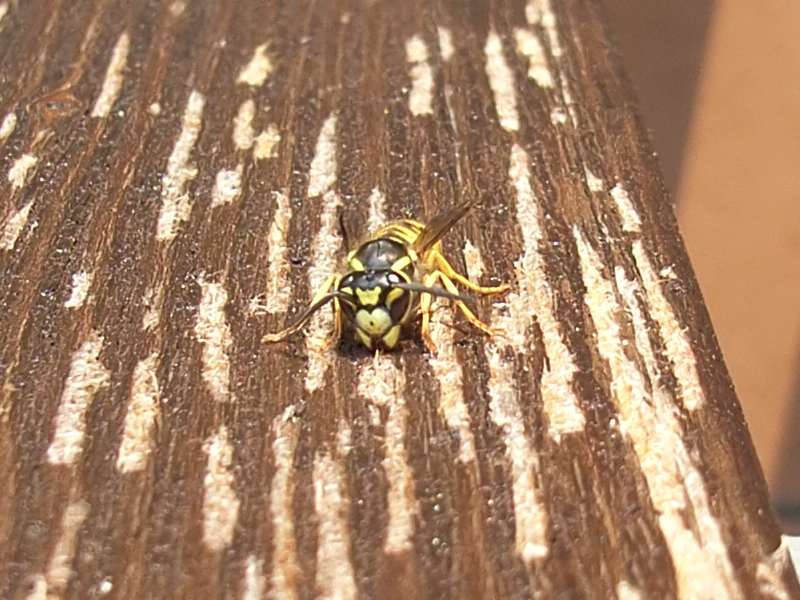
Een wesp knaagt houtvezels van een houten plank; de knaagsporen zijn duidelijk zichtbaar.

De Duitse wesp is een insect dat in een kolonie leeft, net als andere wespen maar ook mieren, veel bijen en hommels. De vruchtbare vrouwelijke exemplaren worden de koninginnen genoemd en paren in het voorjaar met de gevleugelde mannetjes. De wespenkoningin zoekt vervolgens een geschikte plaats op om een nest te bouwen en zet een groepje eitjes af. Deze groeien uit tot de eerste werksters, de koningin moet de larven zelf verzorgen. De volgende eitjes worden door de werksters verzorgd zodat de koningin haar energie volledig aan het leggen van eitjes kan besteden.
Het nest van de Duitse wesp kan uitgroeien tot de grootte van een voetbal en kan duizenden exemplaren bevatten. Het nest wordt in door de mens onaangetaste gebieden vrijwel altijd ondergronds gebouwd, soms in spleten in bomen of in dichte beplanting. In sterk verstedelijkte gebieden worden vaak gebouwen gebruikt en kan het nest worden aangetroffen in muren, onder dakranden en op andere plaatsen.
Het nest wordt gemaakt van fijngekauwd hout zodat het papierachtig aandoet. Het benodigde hout wordt door de wespen van bomen en andere houten objecten geschraapt. In tuinen wordt wel gebruikgemaakt van vogelhuisjes, bielzen en palen om aan bouwmateriaal te komen.

### Voedsel
De Duitse wesp is een insecteneter die grote hoeveelheden insecten verdelgt. De prooi bestaat meestal uit vliegen en muggen of larven van insecten zoals rupsen. De prooi wordt gestoken met de angel waardoor ze verlamd raken waarna ze naar het nest worden gebracht en worden gevoerd aan de larven. Ook wordt voedsel in vloeibare vorm opgenomen door de werksters, zoals rottend fruit of vlees, dat in het nest wordt opgebraakt en aan de larven gevoerd. De werksters zelf leven van zoete, suikerrijke stoffen die zowel van planten als van dieren afkomstig kunnen zijn. De werksters worden ook gevoerd door de larven, die een zoete stof afscheiden. Het voeren van insecten door soortgenoten wordt trofallaxis genoemd.

### Vijanden en verdediging
De Duitse wesp heeft dezelfde vijanden als veel gelijkende plooivleugelwespen, zoals vogels en grotere jagende geleedpotigen zoals spinnen en andere wespen. De Duitse wesp kent ook verschillende parasieten, zoals broedparasieten als Sphecophaga burra. Deze sluipwesp is ook een vliesvleugelige maar behoort tot een andere groep. De sluipwesp leeft als larve in de pop van de Duitse wesp, waarbij voedingsstoffen worden onttrokken. Het resultaat is een halfontwikkelde volwassen Duitse wesp, die vaak een zeer klein, knopvormig achterlijf heeft en hierdoor niet levensvatbaar is.
Net als alle plooivleugelwespen hebben de werksters een angel waarmee een pijnlijke steek kan worden gegeven. Indien men wordt gestoken kan dit een allergische reactie oproepen en in het ernstigste geval een anafylactische shock die levensbedreigend kan zijn. Met name als men meerdere keren is gestoken kan dit gevaarlijk zijn en berucht is ook een steek in de keel na het drinken van een blikje frisdrank waarin zich een wesp bevindt.